# Uranotaenia garnhami
Uranotaenia garnhami is een muggensoort uit de familie van de steekmuggen (Culicidae). De wetenschappelijke naam van de soort is voor het eerst geldig gepubliceerd in 1948 door van Someren.